# Finess Hygiene
Finess Hygiene AB var ett företag i Kisa, Kinda kommun, som producerade hygieneprodukter. Företaget tillverkade bland annat tvättlappar, haklappar och lakan för engångsbruk. 1999 förvärvades Finess Hygiene av den danska Abena-koncernen och upplöstes 2022 för att bli en del av det svenska koncernföretaget Abena AB.
Finess Hygiene omsatte 2019 knappt 200 miljoner och hade knappt 90 anställda.

## Historia
Ursprunget till Finess Hygiene går tillbaka till 1868 då ett pappersbruk startades vid Kisaån. År 1986 flyttade pappersbruket konverteringsverksamheten till närbelägna lokaler som blivit lediga efter att Parca Norrahammar lagt ner produktionen av värmepannor i Kisa. Både pappersbruket och konverteringen köptes 1990 av Duni-koncernen som 1998 knoppade av konverteringsverksamheten till Finess Hygiene och 1999 sålde företaget till danska Abena. Även pappersbruket såldes och heter sedan 2010 Sofidel Sweden AB. Den första november 2022 upplöstes Finess Hygiene och blev en del av Abena AB.